# Abdulkadir Kuzey
Abdulkadir Kuzey (* 12. April 1991 in Erzurum) ist ein türkischer Fußballspieler.

## Karriere
Kuzey begann mit dem Vereinsfußball in der Jugend von Altay İzmir. 2009 wurde er als Achtzehnjähriger mit einem Profivertrag ausgestattet in den Profikader involviert und gab in der Ligabegegnung vom 23. August 2009 gegen Kartalspor sein Profidebüt. In den nachfolgenden zwei Spielzeiten steigerte er je Saison seine Einsatzzahlen und erkämpfte sich schließlich zur Zweitligasaison 2012/13 einen Stammplatz.
Anschließend folgten die Stationen İstanbulspor, Anadolu Selçukspor, Afjet Afyonspor und Keçiörengücü. Mit Letzterem wurde er Meister der TFF 2. Lig und stieg durch diesen Erfolg in die TFF 1. Lig auf.

## Erfolge
Afjet Afyonspor
- Play-off-Sieger der TFF 2. Lig und Aufstieg in die TFF 1. Lig: 2017/18

Keçiörengücü
- Meister TFF 2. Lig und Aufstieg in die TFF 1. Lig: 2018/19